# Estado Carabobo (1881-1899)
El Gran Estado Carabobo fue una antigua división administrativa de los Estados Unidos de Venezuela ubicada al centro-norte del país, que abarcaba lo que hoy es el estado Carabobo y el municipio Nirgua del estado Yaracuy.

## Historia
Anterior a la creación del «Gran Estado Carabobo», diversas reformas realizadas en 1879 habían fusionado en una sola entidad federal a los estados Cojedes, Portuguesa, Barinas (Zamora), Carabobo y el departamento de Nirgua con el nombre de «Estado Sur de Occidente».
El 27 de abril de 1881 el estado Carabobo volvió a obtener autonomía, y se le anexó el departamento de Nirgua a petición de los habitantes de esta zona del estado Yaracuy; la capital quedó asentada en la ciudad de Valencia. La razón por la cual Carabobo no se unió a ningún otro estado para conformar una entidad más grande, tal como venía ocurriendo desde las reformas de Antonio Guzmán Blanco, fue que las élites de Valencia temían perder poder ante otras instituciones estadales; ello mismo impidió que la capitalidad del estado se trasladara a otra localidad del mismo, tal como venía ocurriendo en los demás estados federales del país.
Esta configuración la mantuvo la constitución de 1893, si bien el 27 de abril de 1899 el Congreso decretó que se volviera a tener la misma división de 1864. En 1904 se le anexó a Carabobo el departamento de Tinaquillo, además de Nirgua. La constitución del 5 de agosto de 1909, le asignó a Carabobo el actual territorio, con la excepción de Ocumare de la Costa y Turiamo, que en 1928 pasaron a formar parte del estado Aragua.